# Youchao
Youchao (chino: 有巢, pinyin: Yǒucháo) es el inventor de las casas y la construcción según la mitología china. Se dice que es uno de los Cuatro Shi mitológicos de los Tres augustos y cinco emperadores. Es una figura oscura, también conocida como Da Chao. La leyenda dice que gobernó China durante 200 años, y que tomó parte en la creación del mundo, junto con, Suiren, Fu Xi y Shennong.